# 迪克·迪基
理查德·里亚·迪基（英語：Richard Lea Dickey，1926年10月26日—2006年7月3日），美国NBA联盟前职业篮球运动员。